# Augusto Posada
Augusto Posada Sánchez (Pereira, 13 de octubre de 1971) es un político colombiano. Se desempeñó como presidente de la Cámara de Representantes de Colombia entre el período del 20 de julio del 2012 hasta el 20 de julio del 2013.

## Biografía
Nació en Pereira, capital del Departamento de Risaralda, en octubre de 1971. Apenas dos meses después de su nacimiento, su familia se trasladó a Medellín, donde pasaron varios años, antes de emigrar a Massachusetts (Estados Unidos). Más adelante regresó a Colombia, donde estudió Negocios Internacionales en la Universidad EAFIT de Medellín.
En 1995 fue elegido como Consejero Municipal de Juventud por voto popular y en las elecciones de 1998 aspiró por primera vez a la Cámara de Representantes obteniendo más de 18.000 votos, sin ser elegido. Tras esto, regresó a Estados Unidos a estudiar una maestría en Administración Pública en la Universidad George Washington.
Posteriormente se desempeñó como Coordinador Administrativo y Financiero en la Subdirección de Regalías, adscrita al Departamento Nacional de Planeación, miembro del cuerpo diplomático de Colombia ante la Organización de los Estados Americanos, Subsecretario de Rentas Municipales de la Alcaldía de Medellín y Asesor del Vice Ministerio de Juventud. También fue profesor de cátedra de la Universidad EAFIT para la carrera de Negocios Internacionales.
En las elecciones legislativas de 2006 fue elegido Representante a la Cámara por Antioquia, al haber obtenido 10.072 votos, reeligiéndose con éxito en las elecciones de 2010 con 25.246 votos. En la Cámara fue miembro de la Comisión Segunda, encargada de Relaciones Internacionales.
Fue Presidente de la Cámara de Representantes en la legislatura 2012-2013. Tras dejar el Congreso, se desempeñó como presidente del Fondo Nacional del Ahorro entre septiembre de 2014 y diciembre de 2016.

### Proyectos de ley
En su trayectoria por el Congreso, trabajó en varios proyectos de los que vale la pena resaltar:
- Proyecto de Reforma a la ley de la Juventud.
- Proyecto de Ley por la cual se fijan normas para la manipulación, transporte, fabricación y uso de la pólvora en Colombia.
- Proyecto de Acto Legislativo que congela el número de concejales del Distrito Capital.
- Proyecto de Ley por el cual se declara patrimonio cultural de la Nación al Festival de Poesía de la ciudad de Medellín.
- Proyecto por el cual se toman medidas para el reciclaje y reposición de buses.
- Convenio de cooperación entre los gobiernos de la República de Colombia y de la República del Perú, para la lucha contra el lavado de activos.
- Ley aprobatoria del acuerdo de promoción comercial entre Colombia y los Estados Unidos de América (Tratado de Libre Comercio).
- Convenio de cooperación en sanidad animal, entre los Gobiernos de Colombia y el Gobierno de la República Popular China.

Como Representante del Departamento de Antioquia ante el Congreso de la República, en el debate del Diferendo Limítrofe Antioquia–Chocó, su departamento pudo conservar y proteger corregimientos como Belén de Bajirá, en el que se han invertido importantes cantidades de dinero y recurso humano para hacer de éste un importante núcleo de desarrollo agrícola.